# 9.º Ejército (Imperio alemán)
El 9.º Ejército (en alemán: 9. Armee / Armeeoberkommando 9 / A.O.K. 9) fue un nivel de mando de ejército del Ejército Imperial Alemán en la I Guerra Mundial. Fue formado en septiembre de 1914 en Breslau para comandar las tropas en el sector sur del frente oriental. El ejército fue disuelto el 30 de julio de 1916, pero fue recreado en Transilvania el 6 de septiembre de 1916 para la campaña rumana. Fue transferido al frente occidental el 19 de junio de 1918 y fue finalmente disuelto el 18 de septiembre de 1918.

## Historia

### Primera formación
El 9.º Ejército estableció su Cuartel General en Breslau el 19 de septiembre de 1914 y comandaba unidades extraídas del 8.º Ejército, el frente occidental y otras unidades a la Alta Silesia. Fue situado originalmente en el sector sur del frente oriental en el flanco izquierdo del 1.º Ejército austrohúngaro.
| Organización del 9.º Ejército el 1 de octubre de 1914 | Organización del 9.º Ejército el 1 de octubre de 1914                                                      | Organización del 9.º Ejército el 1 de octubre de 1914 |
| Ejército                                              | Cuerpo | División                                              |
| ----------------------------------------------------- | --- | ----------------------------------------------------- |
| 9.º Ejército Generaloberst Paul von Hindenburg        | XI Cuerpo General de Infantería Otto von Plüskow del 3.º Ejército, Frente Occidental                       | 22.ª División de Infantería                           |
| 9.º Ejército Generaloberst Paul von Hindenburg        | XI Cuerpo General de Infantería Otto von Plüskow del 3.º Ejército, Frente Occidental                       | 38.ª División de Infantería                           |
| 9.º Ejército Generaloberst Paul von Hindenburg        | XVII Cuerpo General de Caballería August von Mackensen del 8.º Ejército                                    | 35.ª División de Infantería                           |
| 9.º Ejército Generaloberst Paul von Hindenburg        | XVII Cuerpo General de Caballería August von Mackensen del 8.º Ejército                                    | 36.ª División de Infantería                           |
| 9.º Ejército Generaloberst Paul von Hindenburg        | XX Cuerpo General de Infantería Friedrich von Scholtz del 8.º Ejército                                     | 37.ª División de Infantería                           |
| 9.º Ejército Generaloberst Paul von Hindenburg        | XX Cuerpo General de Infantería Friedrich von Scholtz del 8.º Ejército                                     | 41.ª División de Infantería                           |
| 9.º Ejército Generaloberst Paul von Hindenburg        | Cuerpo de Reserva de la Guardia General de Artillería Max von Gallwitz del 2.º Ejército, Frente Occidental | 3.ª División de Infantería de la Guardia              |
| 9.º Ejército Generaloberst Paul von Hindenburg        | Cuerpo de Reserva de la Guardia General de Artillería Max von Gallwitz del 2.º Ejército, Frente Occidental | 1.ª División de Reserva de la Guardia                 |
| 9.º Ejército Generaloberst Paul von Hindenburg        | Cuerpo Landwehr General de Infantería Remus von Woyrsch del 1.º Ejército austrohúngaro                     | 3.ª División Landwehr                                 |
| 9.º Ejército Generaloberst Paul von Hindenburg        | Cuerpo Landwehr General de Infantería Remus von Woyrsch del 1.º Ejército austrohúngaro                     | 4.ª División Landwehr                                 |
| 9.º Ejército Generaloberst Paul von Hindenburg        | III Cuerpo de Caballería General de Caballería Rudolf Ritter von Frommel del Frente Occidental             | 8.ª División de Caballería                            |
| 9.º Ejército Generaloberst Paul von Hindenburg        | Bajo mando del Ejército                                                                                    | 35.ª División de Reserva en la Fortaleza Thorn        |
| 9.º Ejército Generaloberst Paul von Hindenburg        | Bajo mando del Ejército                                                                                    | División Landwehr Bredow en Posen                     |
| 9.º Ejército Generaloberst Paul von Hindenburg        | Bajo mando del Ejército                                                                                    | 4 Brigadas Landwehr                                   |
| 9.º Ejército Generaloberst Paul von Hindenburg        | Bajo mando del Ejército                                                                                    | Fortalezas en Posen, Breslau y Glogau                 |

### Segunda formación
El 9.º Ejército fue recreado para la campaña rumana en septiembre de 1916. Junto con el 1.º Ejército austrohúngaro formó el Sector Siebenburg y tuvo las siguientes unidades:
- XXXIX Cuerpo de Reserva 
  - Grupo von Szivo (A-H)
    - Grupo Danubio (A-H)
    - 145.ª Brigada de Infantería (A-H)

  - Grupo Sunkel (A-H)
    - 187.ª División
    - parte de la 144.ª Brigada de Infantería (A-H)
    - parte del Alpenkorps[6]

  - Grupo Krafft
    - parte del Alpenkorps
- Cuerpo de Caballería "Schmettow"
  - 51.ª División de Infantería del Honvéd (A-H)
  - 3.ª División de Caballería
  - 1.ª División de Caballería (A-H)
- ' 'En ruta
  - 76.ª División de Reserva

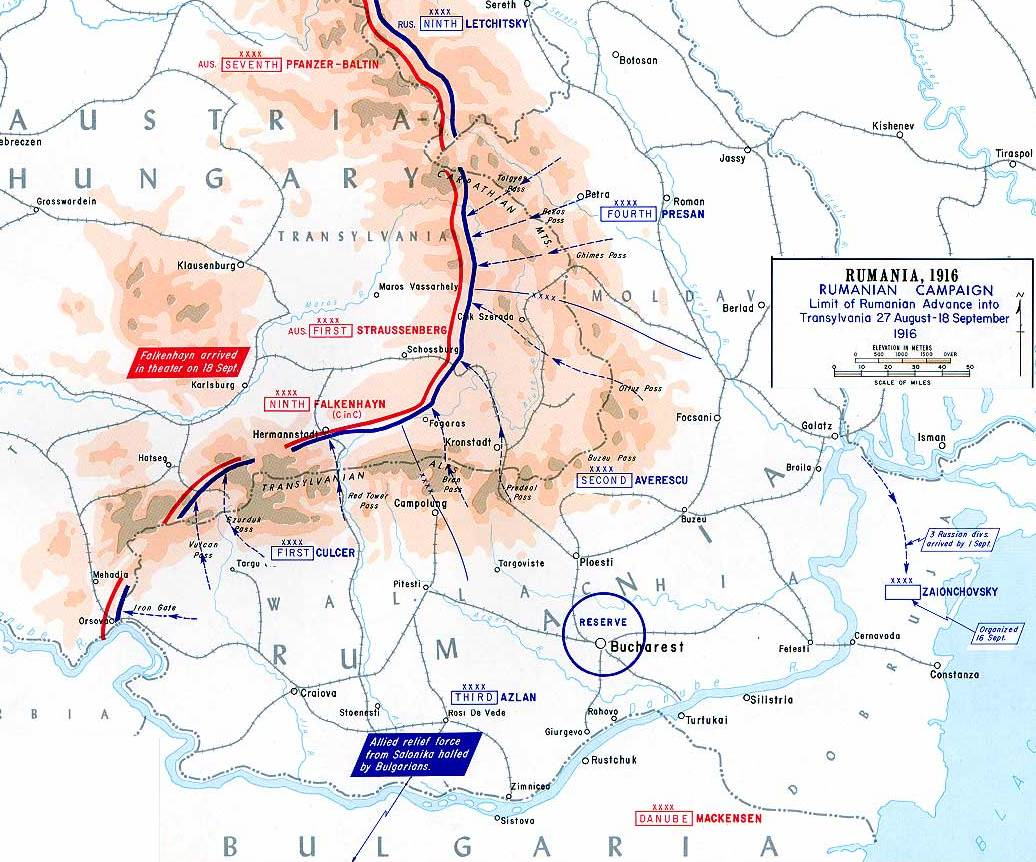
Invasión rumana de Austria-Hungría, agosto de 1916
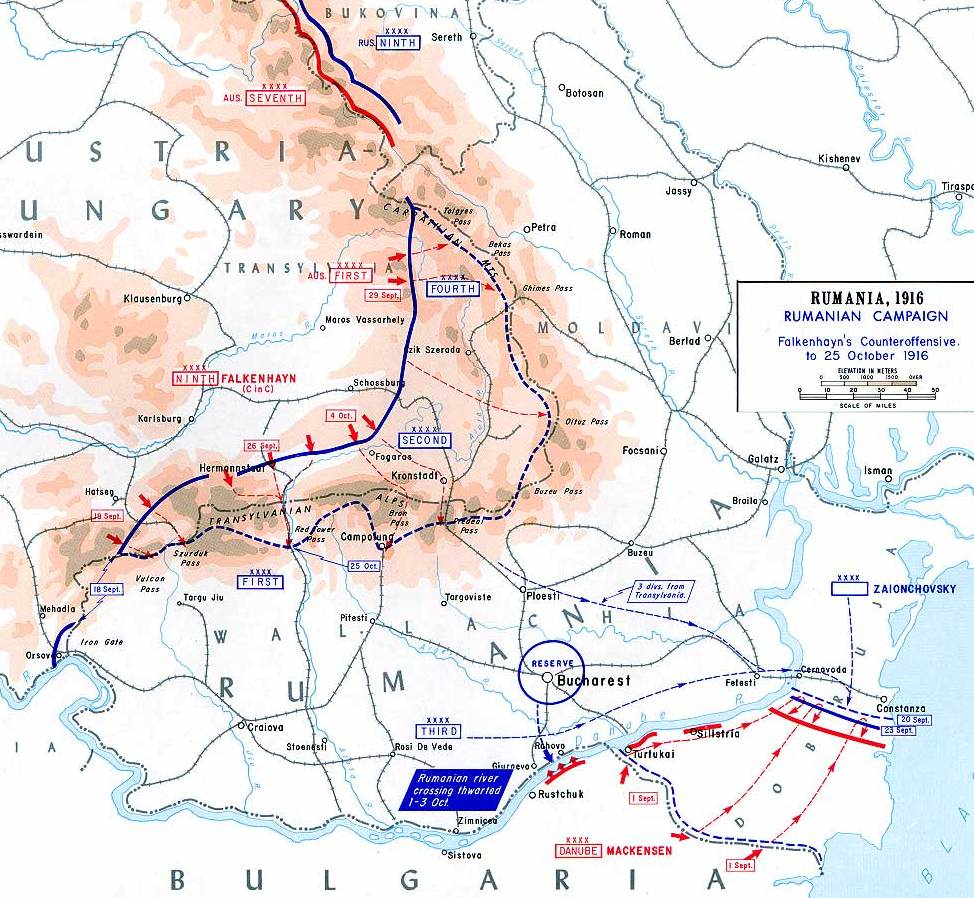
Contraataque de las Potencias Centrales, septiembre-octubre de 1916
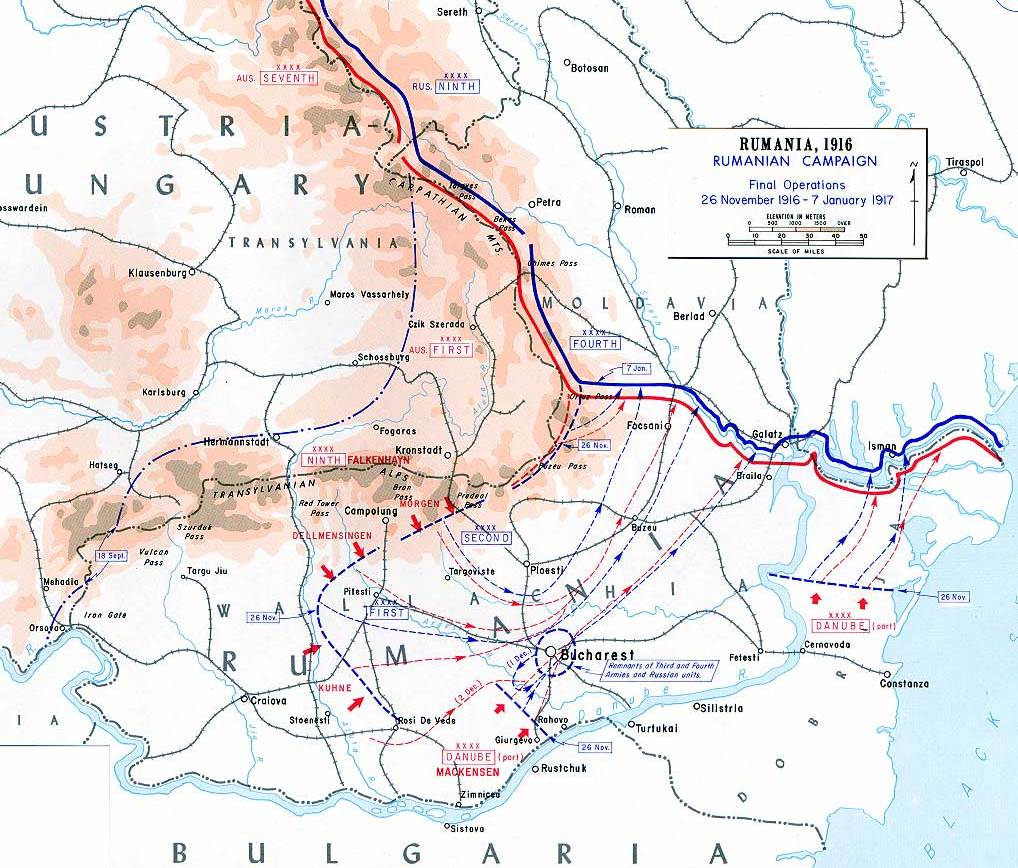
Operaciones en Rumania, entre noviembre de 1916 y enero de 1917

## Comandantes
El 9.º Ejército original tuvo los siguientes comandantes hasta su disolución el 30 de julio de 1916:
| Desde                    | Comandante                                         | Previamente             | Posteriormente                                                     |
| ------------------------ | -------------------------------------------------- | ----------------------- | ------------------------------------------------------------------ |
| 18 de septiembre de 1914 | Generaloberst Paul von Hindenburg                  | 8.º Ejército            | OB Este                                                            |
| 2 de noviembre de 1914   | General de Caballería August von Mackensen         | XVII Cuerpo             | 11.º Ejército                                                      |
| 17 de diciembre de 1914  | Generaloberst August von Mackensen                 | XVII Cuerpo             | 11.º Ejército                                                      |
| 17 de abril de 1915      | General de Caballería Príncipe Leopoldo de Baviera | Recuperado de su retiro | Heeresgruppe Leopold concurrentemente desde el 5 de agosto de 1915 |

Un "nuevo" 9.º Ejército fue formado en Transilvania para la campaña rumana el 6 de septiembre de 1916. Fue disuelto en el frente occidental el 18 de septiembre de 1918.
| Desde                   | Comandante                                 | Previamente                  | Posteriormente       |
| ----------------------- | ------------------------------------------ | ---------------------------- | -------------------- |
| 6 de septiembre de 1916 | General de Infantería Erich von Falkenhayn | Jefe de Estado Mayor General | Heeresgruppe F       |
| 1 de mayo de 1917       | General de Infantería Robert Kosch         | 52.º Cuerpo (z.b.V.)         | 52.º Cuerpo (z.b.V.) |
| 10 de junio de 1917     | General de Infantería Johannes von Eben    | I Cuerpo                     | Armee-Abteilung A    |
| 9 de junio de 1918      | General de Infantería Fritz von Below      | 2.º Ejército                 | [ 9 ]                |
| 6 de agosto de 1918     | General de Infantería Adolph von Carlowitz | XIX Cuerpo                   | 2.º Ejército         |